# Zent Automobile Manufacturing Company
Zent Automobile Manufacturing Company war ein US-amerikanischer Hersteller von Automobilen.

## Unternehmensgeschichte
Schuyler W. Zent hatte bereits mit Zent und der Single Center Spring Company Erfahrungen im Automobilbau gesammelt. Im Oktober 1904 gründete er das neue Unternehmen in Bellefontaine in Ohio. Im gleichen Jahr begann die Produktion von Automobilen. Der Markenname lautete Zent. 1906 endete die Produktion.
1907 folgte die Bellefontaine Automobile Company.

## Fahrzeuge
1905 gab es nur den 18 HP. Er hatte einen Dreizylindermotor mit 18 PS Leistung. Er war vorne im Fahrzeug montiert und trieb über eine Kardanwelle die Hinterachse an. Das Fahrgestell hatte 229 cm Radstand. Einziger Aufbau war ein offener Tourenwagen mit fünf Sitzen.
1906 blieb dieses Modell unverändert. Der 14 HP stellte das Einstiegsmodell dar. Es hatte einen Zweizylindermotor mit 14 PS Leistung. Der Radstand betrug 203 cm. Die Karosserie war ein Runabout mit zwei Sitzen. Der 35 HP war das Spitzenmodell. Der Vierzylindermotor leistete 35 PS. Der Radstand maß 254 cm. Der Tourenwagen bot Platz für fünf Personen.

## Modellübersicht
| Jahr | Modell | Zylinder | Leistung (PS) | Radstand (cm) | Aufbau               |
| ---- | ------ | -------- | ------------- | ------------- | -------------------- |
| 1905 | 18 HP  | 3        | 18            | 229           | Tourenwagen 5-sitzig |
| 1906 | 14 HP  | 2        | 14            | 203           | Runabout 2-sitzig    |
| 1906 | 18 HP  | 3        | 18            | 229           | Tourenwagen 5-sitzig |
| 1906 | 35 HP  | 4        | 35            | 254           | Tourenwagen 5-sitzig |